# Universitas 21
Universitas 21（ウーニウェルシタース 21）は、研究に力を入れている大学の国際的ネットワーク。

## 概要
1997年設立。17の国・地域から26大学が参加。

## Universitas 21 参加機関

### アジア
- 早稲田大学 （東京,  日本）
- 復旦大学 （上海,  中国）
- 高麗大学校 （ソウル,  韓国）
- シンガポール国立大学 （ シンガポール）
- 上海交通大学 （上海,  中国）
- 香港大学 （ 香港）

- デリー大学（デリー,  インド）

### ヨーロッパ
- ルンド大学 （ルンド, スコーネ県,  スウェーデン)
- ユニバーシティ・カレッジ・ダブリン （ダブリン,  アイルランド)
- バーミンガム大学 （バーミンガム,  イングランド)
- エディンバラ大学 （エディンバラ,  スコットランド）
- グラスゴー大学 （グラスコー,  スコットランド）
- ノッティンガム大学 （ノッティンガム,  イングランド）

### 北米
- マギル大学 （モントリオール, ケベック,  カナダ）
- モンテレイ工科大学 （モンテレイ,  メキシコ）
- ブリティッシュコロンビア大学 （バンクーバー, ブリティッシュコロンビア州,  カナダ）
- ヴァージニア大学 （シャーロッツビル, ヴァージニア州,  アメリカ合衆国）
- コネチカット大学　(ストーズ、コネチカット州,  アメリカ合衆国）
- メリーランド大学カレッジパーク校 (カレッジパーク、メリーランド州,  アメリカ合衆国)

### オセアニア
- オークランド大学 （オークランド,  ニュージーランド）
- クイーンズランド大学 （ブリスベン, クイーンズランド,  オーストラリア）
- メルボルン大学 （メルボルン, ビクトリア州,  オーストラリア）
- ニューサウスウェールズ大学 （シドニー, ニューサウスウェールズ州,  オーストラリア）